# St. Johann (Huglfing)

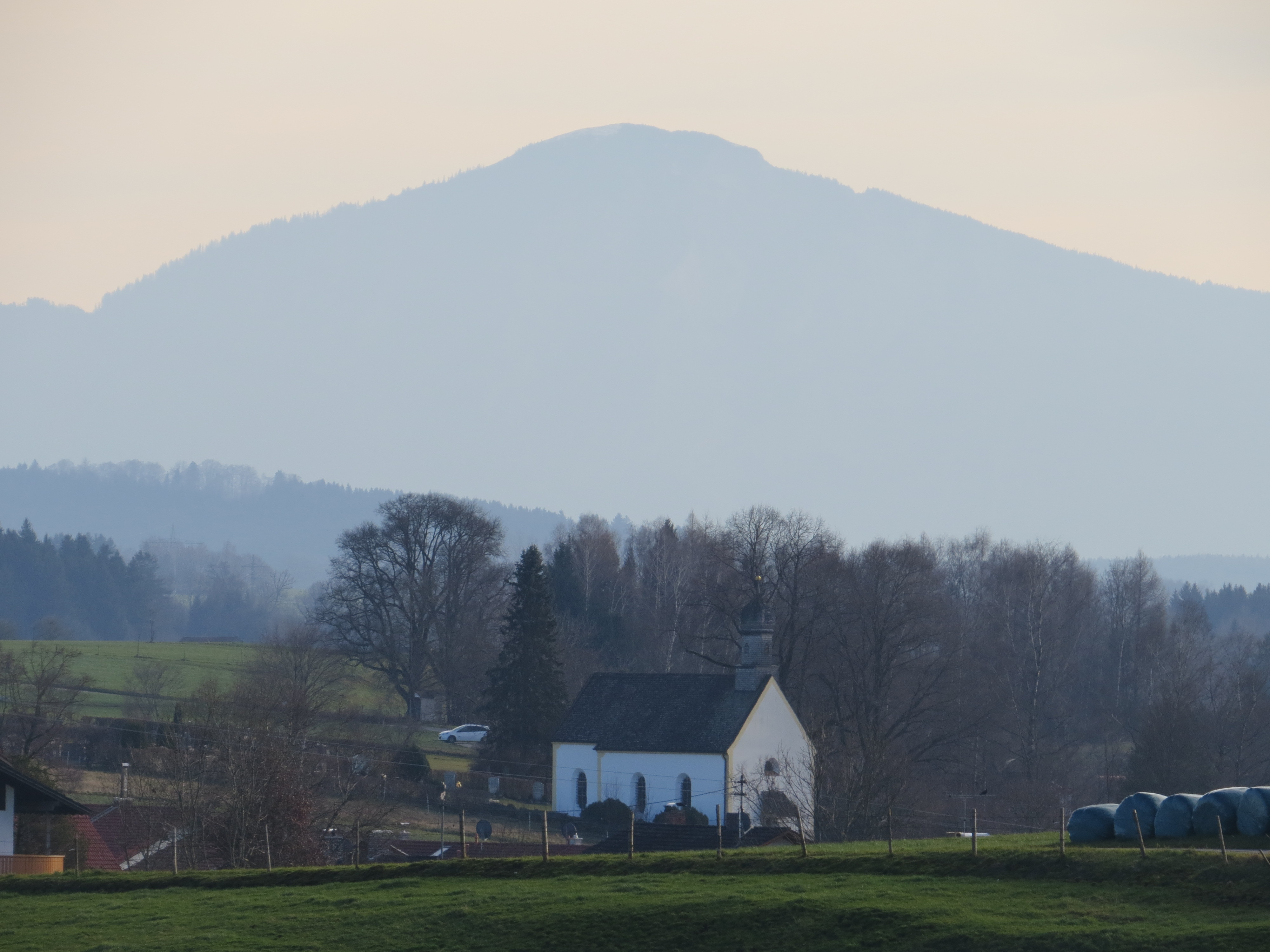
St. Johann in Huglfing

St. Johann ist der Name der römisch-katholischen Friedhofskapelle am Rande des Friedhofs von Huglfing im oberbayerischen Landkreis Weilheim-Schongau. Sie ist in der Liste der Baudenkmäler in Huglfing als Nummer D-1-90-131-2 eingetragen.

## Beschreibung
Die Saalkirche wurde 1711 erbaut und 1724 nach dem Einsturz des Kirchturms umgestaltet. Sie besteht aus dem Langhaus, dem eingezogenen, dreiseitig geschlossenen Chor im Osten und der Sakristei an der Südwand des Chors. Anstelle des Kirchturms erhebt sich im Westen auf dem Satteldach des Langhauses ein mit Schindeln verkleideter, von einer Zwiebelhaube bedeckter Dachreiter auf quadratischem Grundriss, dessen achteckiges Obergeschoss den Glockenstuhl enthält.
Die Innenräume von Langhaus und Chor sind mit Flachdecken mit Hohlkehlen überspannt. Das Altarretabel des Hochaltars wird dem Umkreis von Andreas Wolff zugeschrieben.